# Canoagem nos Jogos Olímpicos de Verão de 2012
As competições de canoagem nos Jogos Olímpicos de Verão de 2012 foram realizadas no Centro Aquático Lee Valley White para as provas de slalom, e na Eton Dorney para as provas de velocidade, entre 29 de julho e 11 de agosto. Dezesseis eventos distribuíram medalhas, sendo onze provas para homens e cinco para mulheres.

## Calendário
| Julho/Agosto | 25 | 26 | 27 | 28 | 29 | 30 | 31 | 1 | 2 | 3 | 4 | 5 | 6 | 7 | 8 | 9 | 10 | 11 | 12 |
| ------------ | -- | -- | -- | -- | -- | -- | -- | - | - | - | - | - | - | - | - | - | -- | -- | -- |
| Canoagem     |    |    |    |    |    |    | 1  | 1 | 2 |   |   |   |   |   | 4 | 4 |    | 4  |    |

|  | Dia de competição |  | Dia de final |

## Eventos
Dezesseis conjuntos de medalhas foram concedidas nos seguintes eventos:
Velocidade
- C-1 200 m masculino
- C-1 1000 m masculino
- C-2 1000 m masculino
- K-1 200 m masculino
- K-1 200 m feminino
- K-1 500 m feminino
- K-1 1000 m masculino
- K-2 200 m masculino
- K-2 500 m feminino
- K-2 1000 m masculino
- K-4 500 m feminino
- K-4 1000 m masculino

Slalom
- C-1 masculino
- C-2 masculino
- K-1 masculino
- K-1 feminino

## Medalhistas

### Velocidade
Masculino
| Evento                   | Ouro                                                           | Prata                                                              | Bronze                                                                |
| ------------------------ | -------------------------------------------------------------- | ------------------------------------------------------------------ | --------------------------------------------------------------------- |
| C-1 200 metros detalhes  | Yuri Cheban UKR Ucrânia                                        | Ivan Shtyl RUS Rússia                                              | Alfonso Benavides ESP Espanha                                         |
| C-1 1000 metros detalhes | Sebastian Brendel GER Alemanha                                 | David Cal ESP Espanha                                              | Mark Oldershaw CAN Canadá                                             |
| C-2 1000 metros detalhes | Peter Kretschmer Kurt Kuschela GER Alemanha                    | Andrei Bahdanovich Aliaksandr Bahdanovich BLR Bielorrússia         | Alexey Korovashkov Ilya Pervukhin RUS Rússia                          |
| K-1 200 metros detalhes  | Ed McKeever GBR Grã-Bretanha                                   | Saúl Craviotto ESP Espanha                                         | Mark de Jonge CAN Canadá                                              |
| K-1 1000 metros detalhes | Eirik Verås Larsen NOR Noruega                                 | Adam van Koeverden CAN Canadá                                      | Max Hoff GER Alemanha                                                 |
| K-2 200 metros detalhes  | Yury Postrigay Aleksandr Dyachenko RUS Rússia                  | Raman Piatrushenka Vadzim Makhneu BLR Bielorrússia                 | Liam Heath Jon Schofield GBR Grã-Bretanha                             |
| K-2 1000 metros detalhes | Rudolf Dombi Roland Kökény HUN Hungria                         | Fernando Pimenta Emanuel Silva POR Portugal                        | Martin Hollstein Andreas Ihle GER Alemanha                            |
| K-4 1000 metros detalhes | Tate Smith Dave Smith Murray Stewart Jacob Clear AUS Austrália | Zoltán Kammerer Dávid Tóth Tamás Kulifai Dániel Pauman HUN Hungria | Daniel Havel Lukáš Trefil Josef Dostál Jan Štěrba CZE República Checa |

Feminino
| Evento                  | Ouro                                                                          | Prata                                                                             | Bronze                                                                         |
| ----------------------- | ----------------------------------------------------------------------------- | --------------------------------------------------------------------------------- | ------------------------------------------------------------------------------ |
| K-1 200 metros detalhes | Lisa Carrington NZL Nova Zelândia                                             | Inna Osypenko UKR Ucrânia                                                         | Nataša Dušev-Janić HUN Hungria                                                 |
| K-1 500 metros detalhes | Danuta Kozák HUN Hungria                                                      | Inna Osypenko UKR Ucrânia                                                         | Bridgitte Hartley RSA África do Sul                                            |
| K-2 500 metros detalhes | Franziska Weber Tina Dietze GER Alemanha                                      | Katalin Kovács Nataša Dušev-Janić HUN Hungria                                     | Beata Mikołajczyk Karolina Naja POL Polônia                                    |
| K-4 500 metros detalhes | Gabriella Szabó Danuta Kozák Katalin Kovács Krisztina Fazekas Zur HUN Hungria | Carolin Leonhardt Franziska Weber Katrin Wagner-Augustin Tina Dietze GER Alemanha | Iryna Pamialova Nadzeya Papok Volha Khudzenka Maryna Pautaran BLR Bielorrússia |

### Slalom
Masculino
| Evento       | Ouro                                           | Prata                                            | Bronze                                               |
| ------------ | ---------------------------------------------- | ------------------------------------------------ | ---------------------------------------------------- |
| C-1 detalhes | Tony Estanguet FRA França                      | Sideris Tasiadis GER Alemanha                    | Michal Martikán SVK Eslováquia                       |
| C-2 detalhes | Timothy Baillie Etienne Stott GBR Grã-Bretanha | David Florence Richard Hounslow GBR Grã-Bretanha | Pavol Hochschorner Peter Hochschorner SVK Eslováquia |
| K-1 detalhes | Daniele Molmenti ITA Itália                    | Vavřinec Hradilek CZE República Checa            | Hannes Aigner GER Alemanha                           |

Feminino
| Evento       | Ouro                  | Prata                     | Bronze                        |
| ------------ | --------------------- | ------------------------- | ----------------------------- |
| K-1 detalhes | Émilie Fer FRA França | Jessica Fox AUS Austrália | Maialen Chourraut ESP Espanha |

## Doping
Jevgenij Shuklin, da Lituânia, originalmente ganhou a medalha de prata na prova do C-1 200 metros masculino da canoagem de velocidade, mas foi desclassificado em 12 de junho de 2019 após testar positivo retroativamente para turinabol oral, considerada dopante. A medalha foi realocada pelo Comitê Olímpico Internacional em 12 de novembro de 2021.

## Quadro de medalhas

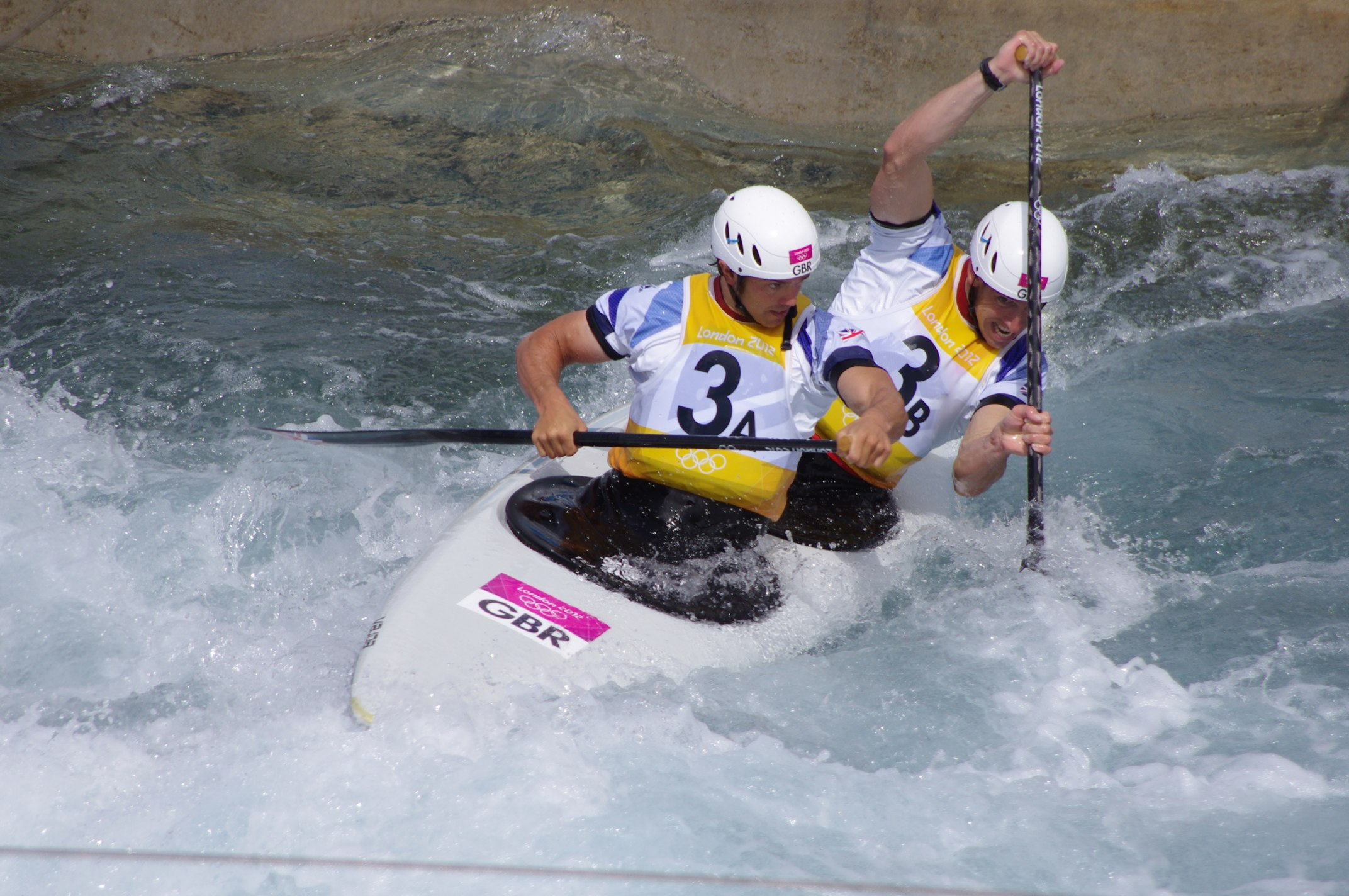
Timothy Baillie e Etienne Stott conquistaram uma das duas medalhas de ouro da Grã-Bretanha na canoagem.

| Ordem | País                | Medalha de ouro | Medalha de prata | Medalha de bronze |    | Ordem por total |
| ----- | ------------------- | --------------- | ---------------- | ----------------- | -- | --------------- |
| 1     | GER Alemanha        | 3               | 2                | 3                 | 8  | 1               |
| 2     | HUN Hungria         | 3               | 2                | 1                 | 6  | 2               |
| 3     | GBR Grã-Bretanha    | 2               | 1                | 1                 | 4  | 3               |
| 4     | FRA França          | 2               |                  |                   | 2  | 9               |
| 5     | UKR Ucrânia         | 1               | 2                |                   | 3  | 5               |
| 6     | RUS Rússia          | 1               | 1                | 1                 | 3  | 5               |
| 7     | AUS Austrália       | 1               | 1                |                   | 2  | 9               |
| 8     | ITA Itália          | 1               |                  |                   | 1  | 13              |
|       | NOR Noruega         | 1               |                  |                   | 1  | 13              |
|       | NZL Nova Zelândia   | 1               |                  |                   | 1  | 13              |
| 11    | ESP Espanha         |                 | 2                | 2                 | 4  | 3               |
| 12    | BLR Bielorrússia    |                 | 2                | 1                 | 3  | 5               |
| 13    | CAN Canadá          |                 | 1                | 2                 | 3  | 5               |
| 14    | CZE República Checa |                 | 1                | 1                 | 2  | 9               |
| 15    | POR Portugal        |                 | 1                |                   | 1  | 13              |
| 16    | SVK Eslováquia      |                 |                  | 2                 | 2  | 9               |
| 17    | RSA África do Sul   |                 |                  | 1                 | 1  | 13              |
|       | POL Polônia         |                 |                  | 1                 | 1  | 13              |
| TOTAL | TOTAL               | 16              | 16               | 16                | 48 | —               |